# 青島村 (新潟県)
青島村（あおしまむら）は、かつて新潟県北魚沼郡にあった村。

## 沿革
- 1889年（明治22年）4月1日 - 町村制施行に伴い北魚沼郡青島村が村制施行し、青島村が発足。
- 1896年（明治29年）8月14日 - 北魚沼郡小出町村と合併し、小出町となり消滅。